# Super Bowl XLV
Der Super Bowl XLV war der 45. Super Bowl, das Endspiel der Saison 2010 der National Football League (NFL) im American Football. Am 6. Februar 2011 traten die Sieger des AFC Championship Games, die Pittsburgh Steelers, und des NFC Championship Games, die Green Bay Packers, gegeneinander an. Das Spiel fand im Cowboys Stadium in Arlington, Texas, um 18:30 EST (0:30 MEZ) statt. Sieger wurden die Green Bay Packers, bei einem Endstand von 31:25. Packers-Quarterback Aaron Rodgers wurde zum Super Bowl MVP ernannt.

## Wahl des Austragungsortes
Insgesamt bewarben sich drei Städte um die Austragung des Super Bowls. Dies waren Arlington (Spielort der Dallas Cowboys), Indianapolis (Spielort der Indianapolis Colts) und Glendale (Spielort der Arizona Cardinals).
Am 22. Mai 2007 wurde die Bewerbung von Arlington von den Besitzern der NFL-Clubs ausgewählt. Indianapolis wurde am 20. Mai 2008 die Austragung des Super Bowl XLVI angetragen.

### Arlington
Der MVP des Super Bowl VI, Roger Staubach, wurde am 25. Januar 2007 zum Vorsitzenden des Bewerbungskomitees ernannt. Die Stadtverordnetenversammlung von Arlington (City Council) beschloss am 13. Februar 2007 eine Resolution, die die Bewerbung unterstützte. Am 28. März 2007 folgte auch die Stadtverordnetenversammlung von Dallas mit dem Beschluss einer ähnlichen Resolution zur Unterstützung der Bewerbung. Als Spielstätte wählte man das Cowboys Stadium.

### Indianapolis
Am 31. Januar 2007 veröffentlichten der Besitzer der Indianapolis Colts, Jim Irsay, und der Bürgermeister von Indianapolis, Bart Peterson, Details zur Bewerbung. Der Super Bowl sollte in dem im Sommer 2008 eröffneten Lucas Oil Stadium stattfinden.

### Glendale
Obwohl man mit dem University of Phoenix Stadium den Super Bowl XLII 2008 bereits ausrichtete, beschloss die Stadtverordnetenversammlung am 21. Februar 2007 die Bewerbung um die Austragung 2011.

## Der Weg zum Super Bowl

### Regular Season
| AFC North           |    |    |   |       |     |     |     |
| Team                | S  | N  | U | SQ    | P+  | P−  | STK |
| Pittsburgh Steelers | 12 | 4  | 0 | 0,750 | 375 | 232 | 2S  |
| Baltimore Ravens    | 12 | 4  | 0 | 0,750 | 357 | 270 | 4S  |
| Cleveland Browns    | 5  | 11 | 0 | 0,313 | 271 | 332 | 3N  |
| Cincinnati Bengals  | 4  | 12 | 0 | 0,250 | 322 | 395 | 1N  |

| NFC North         |    |    |   |       |     |     |     |
| Team              | S  | N  | U | SQ    | P+  | P−  | STK |
| Chicago Bears     | 11 | 5  | 0 | 0,688 | 334 | 286 | 1N  |
| Green Bay Packers | 10 | 6  | 0 | 0,625 | 388 | 240 | 2S  |
| Detroit Lions     | 6  | 10 | 0 | 0,375 | 362 | 369 | 4S  |
| Minnesota Vikings | 6  | 10 | 0 | 0,375 | 281 | 348 | 1N  |

### Play-offs
|  | Wild Card Round                     | Wild Card Round                     | Wild Card Round                     |                            |               | Divisional Round          | Divisional Round             | Divisional Round             |                              |  | Conference Championships | Conference Championships | Conference Championships |  |  | Super Bowl | Super Bowl | Super Bowl |
|  |                                     |                                     |                                     |                            |               |                           |                              |                              |                              |  |                          |                          |                          |  |  |            |            |            |
|  | 9. Januar – Lincoln Financial Field | 9. Januar – Lincoln Financial Field | 9. Januar – Lincoln Financial Field |                            |               | 15. Januar – Georgia Dome | 15. Januar – Georgia Dome    | 15. Januar – Georgia Dome    |                              |  |                          |                          |                          |  |  |            |            |            |
|  | 9. Januar – Lincoln Financial Field | 9. Januar – Lincoln Financial Field | 9. Januar – Lincoln Financial Field | 1                          | Atlanta       | 21                        |                              |                              |                              |  |                          |                          |                          |  |  |            |            |            |
|  | 3                                   | Philadelphia                        | 16                                  | 1                          | Atlanta       | 21                        | 23. Januar – Soldier Field   | 23. Januar – Soldier Field   | 23. Januar – Soldier Field   |  |                          |                          |                          |  |  |            |            |            |
|  | 3                                   | Philadelphia                        | 16                                  | 6                          | Green Bay     | 48                        | 23. Januar – Soldier Field   | 23. Januar – Soldier Field   | 23. Januar – Soldier Field   |  |                          |                          |                          |  |  |            |            |            |
|  | 6                                   | Green Bay                           | 21                                  | 6                          | Green Bay     | 48                        | 23. Januar – Soldier Field   | 23. Januar – Soldier Field   | 23. Januar – Soldier Field   |  |                          |                          |                          |  |  |            |            |            |
|  | 6                                   | Green Bay                           | 21                                  | 16. Januar – Soldier Field |               |                           | 23. Januar – Soldier Field   | 23. Januar – Soldier Field   | 23. Januar – Soldier Field   |  |                          |                          |                          |  |  |            |            |            |
|  |                                     |                                     |                                     | 2                          | Chicago       | 14                        |                              |                              |                              |  |                          |                          |                          |  |  |            |            |            |
|  | NFC                                 |                                     |                                     | 2                          | Chicago       | 14                        |                              |                              |                              |  |                          |                          |                          |  |  |            |            |            |
|  |                                     | 6                                   | Green Bay                           | 21                         |               |                           |                              |                              |                              |  |                          |                          |                          |  |  |            |            |            |
|  | 8. Januar – Qwest Field             | 6                                   | Green Bay                           | 21                         |               |                           |                              |                              |                              |  |                          |                          |                          |  |  |            |            |            |
|  | NFC Championship                    |                                     |                                     |                            |               |                           |                              |                              |                              |  |                          |                          |                          |  |  |            |            |            |
|  | 2                                   | Chicago                             | 35                                  |                            |               |                           |                              |                              |                              |  |                          |                          |                          |  |  |            |            |            |
|  | 2                                   | Chicago                             | 35                                  | 4                          | Seattle       | 41                        | 6. Februar – Cowboys Stadium | 6. Februar – Cowboys Stadium | 6. Februar – Cowboys Stadium |  |                          |                          |                          |  |  |            |            |            |
|  | 4                                   | Seattle                             | 24                                  | 4                          | Seattle       | 41                        | 6. Februar – Cowboys Stadium | 6. Februar – Cowboys Stadium | 6. Februar – Cowboys Stadium |  |                          |                          |                          |  |  |            |            |            |
|  | 4                                   | Seattle                             | 24                                  | 5                          | New Orleans   | 36                        | 6. Februar – Cowboys Stadium | 6. Februar – Cowboys Stadium | 6. Februar – Cowboys Stadium |  |                          |                          |                          |  |  |            |            |            |
|  | 16. Januar – Gillette Stadium       |                                     |                                     | 5                          | New Orleans   | 36                        | 6. Februar – Cowboys Stadium | 6. Februar – Cowboys Stadium | 6. Februar – Cowboys Stadium |  |                          |                          |                          |  |  |            |            |            |
|  | 8. Januar – Lucas Oil Stadium       | 8. Januar – Lucas Oil Stadium       | 8. Januar – Lucas Oil Stadium       | N6                         | Green Bay     | 31                        |                              |                              |                              |  |                          |                          |                          |  |  |            |            |            |
|  | 8. Januar – Lucas Oil Stadium       | 8. Januar – Lucas Oil Stadium       | 8. Januar – Lucas Oil Stadium       | N6                         | Green Bay     | 31                        |                              |                              |                              |  |                          |                          |                          |  |  |            |            |            |
|  | 8. Januar – Lucas Oil Stadium       | 8. Januar – Lucas Oil Stadium       | 8. Januar – Lucas Oil Stadium       |                            | A2            | Pittsburgh                | 25                           |                              |                              |  |                          |                          |                          |  |  |            |            |            |
|  | 8. Januar – Lucas Oil Stadium       | 8. Januar – Lucas Oil Stadium       | 8. Januar – Lucas Oil Stadium       |                            | A2            | Pittsburgh                | 25                           |                              |                              |  |                          |                          |                          |  |  |            |            |            |
|  | 8. Januar – Lucas Oil Stadium       | 8. Januar – Lucas Oil Stadium       | 8. Januar – Lucas Oil Stadium       | Super Bowl XLV             |               |                           |                              |                              |                              |  |                          |                          |                          |  |  |            |            |            |
|  | 8. Januar – Lucas Oil Stadium       | 8. Januar – Lucas Oil Stadium       | 8. Januar – Lucas Oil Stadium       | 1                          | New England   | 21                        |                              |                              |                              |  |                          |                          |                          |  |  |            |            |            |
|  | 3                                   | Indianapolis                        | 16                                  | 1                          | New England   | 21                        | 23. Januar – Heinz Field     | 23. Januar – Heinz Field     | 23. Januar – Heinz Field     |  |                          |                          |                          |  |  |            |            |            |
|  | 3                                   | Indianapolis                        | 16                                  | 6                          | New York Jets | 28                        | 23. Januar – Heinz Field     | 23. Januar – Heinz Field     | 23. Januar – Heinz Field     |  |                          |                          |                          |  |  |            |            |            |
|  | 6                                   | New York Jets                       | 17                                  | 6                          | New York Jets | 28                        | 23. Januar – Heinz Field     | 23. Januar – Heinz Field     | 23. Januar – Heinz Field     |  |                          |                          |                          |  |  |            |            |            |
|  | 6                                   | New York Jets                       | 17                                  | 15. Januar – Heinz Field   |               |                           | 23. Januar – Heinz Field     | 23. Januar – Heinz Field     | 23. Januar – Heinz Field     |  |                          |                          |                          |  |  |            |            |            |
|  |                                     |                                     |                                     | 2                          | Pittsburgh    | 24                        |                              |                              |                              |  |                          |                          |                          |  |  |            |            |            |
|  | AFC                                 |                                     |                                     | 2                          | Pittsburgh    | 24                        |                              |                              |                              |  |                          |                          |                          |  |  |            |            |            |
|  |                                     | 6                                   | New York Jets                       | 19                         |               |                           |                              |                              |                              |  |                          |                          |                          |  |  |            |            |            |
|  | 9. Januar – Arrowhead Stadium       | 6                                   | New York Jets                       | 19                         |               |                           |                              |                              |                              |  |                          |                          |                          |  |  |            |            |            |
|  | AFC Championship                    |                                     |                                     |                            |               |                           |                              |                              |                              |  |                          |                          |                          |  |  |            |            |            |
|  | 2                                   | Pittsburgh                          | 31                                  |                            |               |                           |                              |                              |                              |  |                          |                          |                          |  |  |            |            |            |
|  | 2                                   | Pittsburgh                          | 31                                  | 4                          | Kansas        | 7                         |                              |                              |                              |  |                          |                          |                          |  |  |            |            |            |
|  | 5                                   | Baltimore                           | 24                                  | 4                          | Kansas        | 7                         |                              |                              |                              |  |                          |                          |                          |  |  |            |            |            |
|  | 5                                   | Baltimore                           | 24                                  | 5                          | Baltimore     | 30                        |                              |                              |                              |  |                          |                          |                          |  |  |            |            |            |
|  |                                     |                                     |                                     | 5                          | Baltimore     | 30                        |                              |                              |                              |  |                          |                          |                          |  |  |            |            |            |

### Halbfinale
| AFC Championship Game |   |    |   |   |    |    |
| Team                  | 1 | 2  | 3 | 4 | OT | T  |
| New York Jets         | 0 | 3  | 7 | 9 | —  | 19 |
| Pittsburgh Steelers   | 7 | 17 | 0 | 0 | —  | 24 |

| NFC Championship Game |   |   |   |    |    |    |
| Team                  | 1 | 2 | 3 | 4  | OT | T  |
| Green Bay Packers     | 7 | 7 | 0 | 7  | —  | 21 |
| Chicago Bears         | 0 | 0 | 0 | 14 | —  | 14 |

## Hintergrund

### Saisonverlauf

#### Pittsburgh Steelers
Die Steelers beendeten ihre Saison mit zwölf Siegen bei vier Niederlagen. Ihre Division, die AFC North, beendete das Team auf dem ersten Platz. Innerhalb der American Football Conference stellte Pittsburgh nach den New England Patriots das zweitstärkste Team. Mit ihrer achten Super-Bowl-Teilnahme egalisieren sie den Rekord der Dallas Cowboys.
Der Super Bowl XLV wird für die Steelers das dritte Endspiel mit Ben Roethlisberger als Quarterback. Zwei davon, den Super Bowl XL sowie den Super Bowl XLIII, konnte die Mannschaft für sich entscheiden. Einen kleinen Rückschlag erlitt das Team nach der Suspendierung Roethlisbergers vor Beginn der Saison. Ihm wurde vorgeworfen, eine 20-jährige Studentin sexuell belästigt zu haben. Die Sperre betrug zunächst sechs Spiele, wurde kurz vor Start der Regular Season allerdings auf vier reduziert. Ersatzmann Dennis Dixon startete als erster Quarterback in die ersten zwei Spiele, danach übernahm Charlie Batch verletzungsbedingt. Insgesamt konnten die Steelers trotz der Suspendierung ihres Star-Quarterbacks drei ihrer ersten vier Spiele gewinnen.
Ben Roethlisberger erzielte in der Luft 3.200 Yards Raumgewinn für 17 Touchdowns, bei nur 5 Interceptions. Er erhielt ein durchschnittliches Passer Rating von 97,0. Zusätzlich erlief er 176 Yards für zwei Touchdowns. Wide Receiver Mike Wallace war mit 60 gefangenen Pässen für 1.257 Yards und zehn Touchdowns neben Hines Ward der stärkste Receiver. Runningback Rashard Mendenhall kam auf 1.273 Yards Raumgewinn und 13 Touchdowns, nebst 23 gefangenen Pässen. Rookie-Center Maurkice Pouncey ist der einzige Spieler der Steelers-Offensive, der in den diesjährigen Pro Bowl einberufen wurde.
Ausgesprochen stark präsentierte sich die Defensive der Pittsburgh Steelers. Das Team erzielte mit 48 die meisten Sacks und erlaubte pro Spiel durchschnittlich die wenigsten Punkte (14,8). Die Defensive Line kontrollierte vor allem das gegnerische Laufspiel und erlaubte nur durchschnittlich 62,8 erlaufene Yards. Eine wichtige Rolle spielte während der ganzen Saison Safety Troy Polamalu, der als äußerst schwer zu berechnen gilt. Er erzwang sieben Interceptions und einen Touchdown und wurde in den Pro Bowl gewählt.
Mike Tomlin, Head-Coach der Pittsburgh Steelers, ist nach dieser Teilnahme der jüngste Coach mit zwei Endspiel-Teilnahmen.

#### Green Bay Packers
Mit einer Bilanz von zehn Siegen bei sechs Niederlagen beendete Green Bay die Regular Season recht durchwachsen. Damit landeten die Packers innerhalb ihrer Division nur auf Platz zwei hinter den Chicago Bears und qualifizierten sich als letztes NFC-Wild-Card-Team für die Play-offs. Auf Platz sechs der Setzliste musste Green Bay zusätzlich in der Wild Card Runde antreten und alle Partien auswärts absolvieren.
Die Saison war bereits die dritte unter Quarterback Aaron Rodgers nach dem Abgang von Langzeit-Star Brett Favre. Rodgers warf für insgesamt 3.912 Yards Raumgewinn, 28 Touchdowns, 10 Interceptions und ein Passer-Rating von 101,2. Zusätzlich erlief er 356 Yards und vier Touchdowns, erlitt aber auch zwei Gehirnerschütterungen und verpasste dadurch 1½ Spiele. Wide Receiver Greg Jennings fing insgesamt 76 Pässe, erzielte 1.256 Yards Raumgewinn und verbuchte zwölf Touchdowns. Ebenfalls erwähnenswert ist Tight End Jermichael Finley, der in Woche fünf verletzungsbedingt für den Rest der Saison ausschied, zu diesem Zeitpunkt aber mit 21 gefangenen Pässen die teaminterne Liste anführte. Die Offensive Line ließ deutlich weniger Sacks zu als in der schlechten Vorsaison. Das Laufspiel der Green Bay Packers litt vor allem unter der Verletzung von Runningback Ryan Grant und verbesserte sich erst zum Saisonende und in den Play-offs durch Rookie James Starks. Ersatzmann Brandon Jackson erlief 703 Yards und vier Touchdowns. Fullback John Kuhn kam immerhin auf sechs Touchdowns, zwei davon nach gefangenen Pässen.
Die Defensive der Packers war mit durchschnittlich 15 zugelassenen Punkten pro Spiel die zweitbeste hinter den Steelers. Die besten Spieler der Defensive Line waren Cullen Jenkins (7 Sacks) sowie B. J. Raji (6.5 Sacks). Outside Linebacker Clay Matthews III erkämpfte mit 13,5 die ligaweit viertmeisten Sacks in der Regular Season. Die beiden Cornerbacks Tramon Williams und Rookie Sam Shields spielten eine sehr gute Saison und verbesserten die im Vorjahr schlechte Pass-Verteidigung deutlich.
Chad Clifton, Nick Collins, Greg Jennings, Clay Matthews III und Charles Woodson wurden in den Pro Bowl gewählt, Tramon Williams rückte nach einer Verletzung nach.

## Startaufstellung
| Pittsburgh         | Position | Green Bay         |
| ------------------ | -------- | ----------------- |
| Offense            |          |                   |
| Hines Ward         | WR       | Greg Jennings     |
| Jonathan Scott     | LT       | Chad Clifton      |
| Chris Kemoeatu     | LG       | Daryn Colledge    |
| Doug Legursky      | C        | Scott Wells       |
| Ramon Foster       | RG       | Josh Sitton       |
| Flozell Adams      | RT       | Bryan Bulaga      |
| Mike Wallace       | WR       | Jordy Nelson      |
| Heath Miller       | TE/WR    | James Jones       |
| David Johnson      | FB/WR    | Donald Driver     |
| Rashard Mendenhall | RB       | James Starks      |
| Ben Roethlisberger | QB       | Aaron Rodgers     |
| Defense            |          |                   |
| Casey Hampton      | NT       | B. J. Raji        |
| Brett Keisel       | DE       | C.J. Wilson       |
| LaMarr Woodley     | LOLB     | Clay Matthews III |
| James Farrior      | LILB     | A. J. Hawk        |
| Lawrence Timmons   | RILB     | Desmond Bishop    |
| James Harrison     | ROLB     | Frank Zombo       |
| Bryant McFadden    | LCB      | Charles Woodson!  |
| Ike Taylor         | RCB      | Tramon Williams   |
| Ryan Clark         | FS       | Nick Collins      |
| Troy Polamalu!     | SS/RDE   | Howard Green      |
| William Gay        | CB/LDE   | Ryan Pickett      |

Legende:
| ! | = spätere Hall of Famer |

## Spielbericht

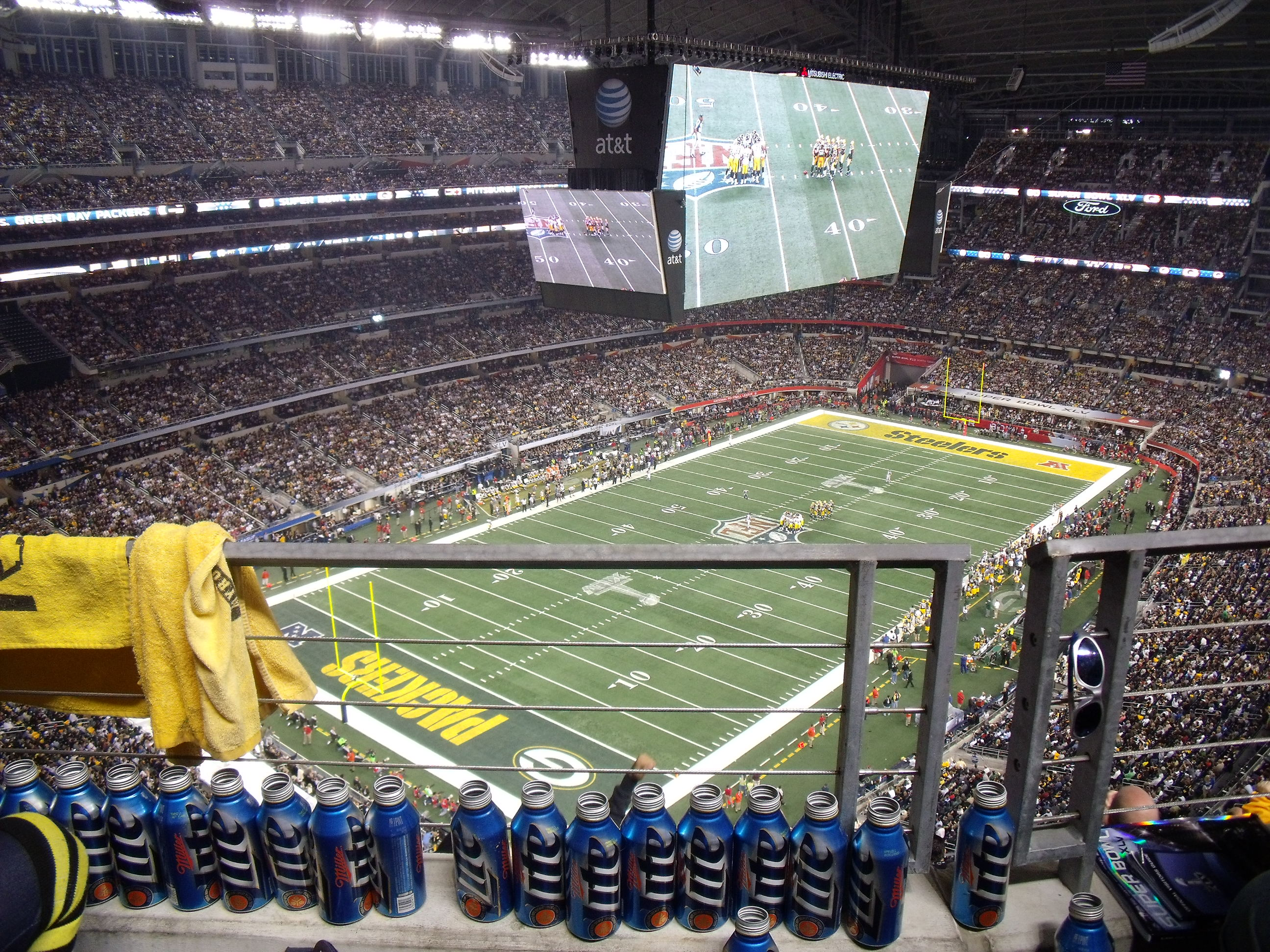
Das Cowboys Stadium während des Super Bowls.

Kurz nach Anpfiff gelang Packers-Quarterback Aaron Rodgers ein 29-Yards-Touchdown-Wurf auf Wide Receiver Jordy Nelson: nachdem Kicker Mason Crosby den Extrapunkt kickte, stand es 7:0 für Green Bay. Beim nächsten Steelers-Angriff wurde Quarterback Ben Roethlisberger in der Wurfbewegung von Packers-Nose Tackle Howard Green getroffen, so dass der zu kurz geratene Ball von Packers-Safety Nick Collins abgefangen und zu einem weiteren Touchdown gelaufen wurde: nach einem weiteren guten Extrapunkt von Crosby stand es 14:0 für Green Bay. Im nächsten Drive führte Roethlisberger Pittsburgh an die gegnerische 16-Yard-Linie, so dass Kicker Shawn Suisham ein Field Goal zum 14:3 treten konnte. Rodgers konterte mit einem 21-Yards-Touchdown-Wurf zu Greg Jennings (Extrapunkt Crosby erfolgreich; GB führte 21:3), aber kurz vor der Halbzeit fing Steelers-Wide Receiver Hines Ward einen 8-Yards-Wurf von Roethlisberger zum Touchdown, so dass es nach einem erfolgreichen Extrapunkt von Suisham 21:10 stand.
Im dritten Viertel lief Steelers-Runningback Rashard Mendenhall nach einem langen Drive erfolgreich in die Green Bay-Endzone (Extrapunkt Suisham erfolgreich; GB führte 21:17). Im vierten Viertel verpassten die Steelers eine Chance zur Führung, als Mendenhall in aussichtsreicher Position das Ei verlor und es von Packers-Linebacker Desmond Bishop erobert wurde. Rodgers vollendete bald darauf einen Touchdown-Wurf auf Jennings, so dass es nach einem erfolgreichen Extrapunkt von Crosby 28:17 für Green Bay stand. Steelers-Quarterback Roethlisberger konterte mit einem langen Drive, den er mit einem 25-Yards-Wurf zum Wide Receiver Mike Wallace vollendete. Anstelle des Extrapunkt-Kicks wählte Pittsburgh eine Two-Point Conversion, die von Randle El vollendet wurde: so lagen die Steelers nur noch mit 28:25 zurück und hätten mit einem Field Goal gleichziehen können. Packers-Quarterback Rodgers führte Green Bay bis kurz vor die Endzone, so dass 2:07 Minuten vor Schluss Crosby ein Field Goal zum 31:25 trat. Roethlisbergers letzter Drive blieb im Mittelfeld stecken, so dass die Packers den Ball nach einem missglückten vierten Down zurückbekamen und die Uhr auslaufen lassen konnten.

## Spielzusammenfassung
| Quarter | Spielzeit | Spielzug (Drive)  | Spielzug (Drive) | Spielzug (Drive)       | Team     | Informationen zum Punktgewinn | Punkte   | Punkte  |
| Quarter | Spielzeit | Spielzüge (plays) | Raumgewinn       | Dauer des Ballbesitzes | Team     | Informationen zum Punktgewinn | Steelers | Packers |
| ------- | --------- | ----------------- | ---------------- | ---------------------- | -------- | --- | -------- | ------- |
| 1       | 3:44      | 9 plays           | 80 Yards         | 4:33                   | Packers  | Nelson mit einem 29-Yard Touchdown, nach dem Zuspiel von Rodgers; Point after touchdown (PAT) erfolgreich verwandelt von Crosby       | 0        | 7       |
| 1       | 3:20      | -                 | -                | -                      | Packers  | Nach einem Fehlpass (Interception) der Konter von Collins mit einem 37-Yard Lauf zum Touchdown; PAT erfolgreich verwandelt von Crosby | 0        | 14      |
| 2       | 11:08     | 13 plays          | 49 Yards         | 7:12                   | Steelers | 33-Yard Field Goal von Suisham | 3        | 14      |
| 2       | 2:24      | 4 plays           | 53 Yards         | 2:04                   | Packers  | Jennings mit einem 21-Yard Touchdown, nach dem Zuspiel von Rodgers; PAT erfolgreich verwandelt von Crosby                             | 3        | 21      |
| 2       | 0:34      | 7 plays           | 77 Yards         | 1:45                   | Steelers | Ward mit einem 8-Yard Touchdown, nach dem Zuspiel von Roethlisberger; PAT erfolgreich verwandelt von Suisham                          | 10       | 21      |
| 3       | 10:19     | 5 plays           | 50 Yards         | 2:20                   | Steelers | Mendenhall mit einem 8-Yard Touchdown; PAT erfolgreich verwandelt von Suisham                                                         | 17       | 21      |
| 4       | 11:57     | 8 plays           | 55 Yards         | 2:53                   | Packers  | Jennings mit einem 21-Yard Touchdown, nach dem Zuspiel von Rodgers; PAT erfolgreich verwandelt von Crosby                             | 17       | 28      |
| 4       | 7:34      | 7 plays           | 66 Yards         | 4:23                   | Steelers | Wallace mit einem 25-Yard Touchdown, nach dem Zuspiel von Roethlisberger; Two-Point Conversion (Randle El)                            | 25       | 28      |
| 4       | 2:07      | 10 plays          | 70 Yards         | 5:27                   | Packers  | 23-Yard Field Goal von Crosby | 25       | 31      |

## Übertragung

### Fernsehen
In den USA hat FOX den Super Bowl im Fernsehen übertragen. Vor Beginn der eigentlichen Übertragung wurde die Show Fox NFL Sunday ausgestrahlt, um mit verschiedenen Studiogästen auf den Super Bowl einzustimmen.
ESPN America übernahm die Ausstrahlung im europäischen Kabelnetz.
In Deutschland hat Das Erste den Super Bowl, wie in den Jahren zuvor auch, übertragen. Ebenso konnte das Finalspiel mit deutschem Kommentar auch im Pay-TV auf Sport1+ verfolgt werden.
In Österreich hat Puls 4 den Super Bowl übertragen.
Die BBC und Sky Sports übernahmen die Ausstrahlung im Vereinigten Königreich.
W9 übertrug live in Frankreich.

### Radio
Westwood One, ein amerikanischer Radiosender, übertrug den Super Bowl live in den USA und Kanada, in Europa übernahm dies BBC Radio 5 Live.

## Kulturprogramm

### Vor dem Spiel
Nachdem Lea Michele (Glee) „America the Beautiful“ gesungen hatte, wurde die amerikanische Nationalhymne von Christina Aguilera gesungen. Dabei vergaß Aguilera eine Textzeile, die sie durch die Variation einer vorangegangenen Zeile ersetzte.

### Halbzeitshow

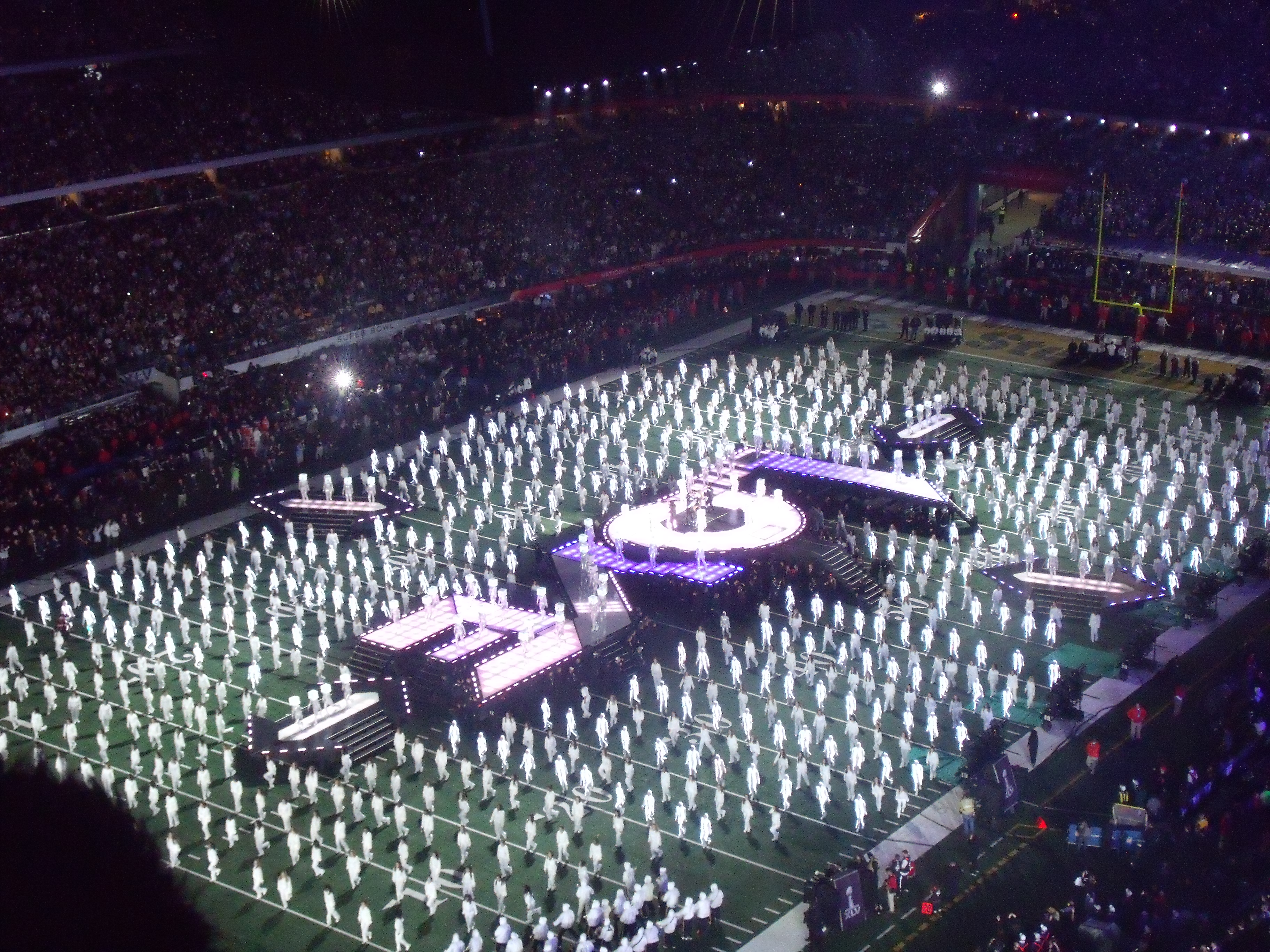
Halbzeitshow

Ende November 2010 wurde bekannt, dass die Black Eyed Peas in der Halbzeit auftreten werden. Damit traten erstmals seit dem Nipplegate-Vorfall 2004 Künstler auf, deren Musikstil nicht im Bereich des Classic Rock liegt.
Zudem waren in der Halbzeitshow der Black Eyed Peas der Gitarrist Slash und der Sänger Usher eingebunden.